# Abdelkader Chaabane
Abdelkader Chaabane (* 7. Januar 1954 in Blida) ist ein ehemaliger algerischer Radrennfahrer.

## Sportliche Laufbahn
Chaabane (auch Chaâbane) begann in seiner Heimatstadt mit dem Radsport, er wurde von Ahmed Djellil trainiert. 1972 wurde er Zweiter der Tunesien-Rundfahrt. 1974 gewann er die Militärweltmeisterschaft im Einzelzeitfahren vor Patrick Perret und die Meisterschaft von Algier. Für die algerische Nationalmannschaft bestritt er die Jugoslawien-Rundfahrt.
1975 wurde er Zweiter der Rundfahrt durch Saudi-Arabien und gewann Bronze bei den Mittelmeerspielen in der Mannschaftsverfolgung. Eine Goldmedaille holte er mit dem algerischen Bahnvierer bei den Afrikaspielen 1978 in der Mannschaftsverfolgung. Im Mannschaftszeitfahren gewann er Silber. Er war Teilnehmer der DDR-Rundfahrt. Bei den Meisterschaften der arabischen Staaten gewann er 1982 Silber im Mannschaftszeitfahren.

## Berufliches
Nach seiner aktiven Laufbahn war er als Trainer und Sportlicher Leiter im Mouloudia Club Algérois tätig.

## Familiäres
Sein Sohn Hichem Chaabane war ebenfalls als Radrennfahrer aktiv.